# Антропологічні виміри філософських досліджень
Журнал «Антропологічні виміри філософських досліджень» (Anthropological Measurements of Philosophical Research) — український науковий журнал, що має за мету висвітлення та осмислення нових граней людського існування на початку нового тисячоліття. Окрема увага зосереджується на формах їх оприявнення та рефлексії у філософії науки, культури, техніки, мови. Збірник призначено для співробітників науково-дослідних організацій, наукових, науково-педагогічних та інженерних працівників, докторантів, аспірантів, студентів вищих навчальних закладів.

## Засновник і видавець
Засновником і видавцем журналу є Український державний університет науки і технологій (Свідоцтво суб’єкта видавничої справи ДК No 7709 від 14.12.2022 р.).
Журнал зареєстровано:
- в Національній раді України з питань телебачення і радіомовлення № 924 від 28.09.2023. Ідентифікатор медіа: R30-01397 (Рішення Національної Ради України з питань телебачення і радіомовлення № 924 від 28.09.2023 та Витяг із "Переліка суб’єктів у сфері медіа");
- Свідоцтво про державну реєстрацію: КВ № 18742-7542P від 05.01.2012 р. (до 28.09.2023 р.);
- Видання внесено до Категорiї A "Переліку наукових фахових видань України" (наказ Міністерства освіти і науки України № 358 від 15.03.2019)
ISSN 2227–7242 (Print), ІSSN 2304–9685 (Online)

## Редакційна рада
- Головний редактор: Хміль В. В., доктор філософських наук
- Заступник головного редактора: Малівський А. М., доктор філософських наук
- Випусковий редактор: Колесникова Т. О., кандидат наук із соціальних комунікацій

## Наукометричні показники журналу
- Index Copernicus (Польща) — ICV 2023: 153
- Журнал індексується у Web of Science (Emerging Sources Citation Index)[2]

## Видавнича система
Журнал «Антропологічні виміри філософських досліджень» використовує Open Journal Systems — програмний пакет із відкритим вихідним кодом, який обслуговує процеси менеджменту та публікації журналу. Пакет розробляється, підтримується та вільно розповсюджується Public Knowledge Project[ru] на умовах ліцензії GNU General Public License.

## Рубрики журналу
Постійні рубрики журналу: 
- Актуальні питання філософської антропології
- Соціальні аспекти людського буття
- Людина у техносфері
- Антропологічна проблематика в історії філософії.

## Адреса редакції
49010, Україна, Дніпро, вул. Академіка Лазаряна, 2, кім. 468.